# Joseph E. Merideth
Joseph E. Merideth (* 10. Dezember 1971 in Kansas City, Missouri) ist ein US-amerikanischer Animator.

## Leben
Merideth studierte bis 1994 in der Schule des Art Institute of Chicago, wo er Animationskurse belegte und seinen ersten Animationsfilm What’s This? schuf. Nach Ende des Studiums war Merideth als selbstständiger Animator für das Animationsstudio Calabash Animation in Chicago tätig. Nach zwei Jahren wurde er bei Calabash als Animator angestellt und arbeitete in der Folge vor allem im Werbebereich. Ab 1997 produzierte Calabash auch Animationsfilme und Merideth arbeitete daraufhin an seinem Kurzanimationsfilm Stubble Trouble, der 2001 erschien und im Folgejahr eine Oscar-Nominierung als Bester animierter Kurzfilm erhielt.
Merideth verließ Calabash 2003 und ist seither als selbstständiger Animator tätig. Er unterrichtet zudem als Dozent unter anderem am Columbia College Chicago sowie an der Schule des Art Institute of Chicago Animation.

## Filmografie (Auswahl)
- 2000: Stubble Trouble
- 2003: Tryst Watch
- 2007: The Black Shield
- 2008: Botnik!
- 2012: ParaNorman

## Auszeichnungen
- 2001: Gold-Hugo-Nominierung (Bester Kurzfilm), Chicago International Film Festival, für Stubble Trouble
- 2002: Oscar-Nominierung, Bester animierter Kurzfilm, für Stubble Trouble